# 시민선택
시민선택(스페인어: Opción Ciudadana)은 콜롬비아의 보수 정당으로, 2009년 설립되었다. 2014년 총선거 결과, 콜롬비아 상원의 경우 제7당인 반면 콜롬비아 하원의 경우 철저한 변화에 이어 제6당이다.